# علاج نفسي تكاملي
العلاج النفسي التكاملي هو دمج عناصر من مدارس العلاج النفسي المختلفة في عملية علاج العميل. يشير العلاج النفسي التكاملي أيضًا إلى العملية العلاجية النفسية التي تدمج جوانب الشخصية: أي توحد «الأنظمة العاطفية والإدراكية والسلوكية والفيزيولوجية عند الشخص».

## الخلفية
بدايةً، طور سيغموند فرويد علاجًا كلاميًا جديدًا أسماه التحليل النفسي. وكتب عن علاجه وروج له. بعد فرويد، تفرعت عن التحليل النفسي الكثير من المجالات المختلفة. من العلاجات الأشيع: العلاج النفسي الديناميكي والتحليل التفاعلي والعلاج السلوكي المعرفي والعلاج الجشطالتي والعلاج النفسي الجسمي ونموذج أنظمة الأسرة الداخلية والعلاج النفسي الذي يركز على الشخص والعلاج الوجودي. تُمارَس المئات من نظريات العلاج النفسي المختلفة (نوركروس، 2005، ص 5).
ينشأ العلاج الجديد على عدة مراحل. يتدرب المعالج في مدرسة موجودة من مدارس العلاج النفسي، ثم يبدأ الممارسة. بعد ذلك، يتابع التدريب في مدارس أخرى، قد يجمع المعالج بين النظريات المختلفة ليجعلها أساسًا لممارسة جديدة. بعد ذلك، يكتب بعض الممارسين عن منهجهم الجديد ويطلقون عليه اسمًا جديدًا.
يمكن اتباع نهج عملي أو نظري عند دمج مدارس العلاج النفسي. يمزج الممارسون العمليون بين عدة فروع نظرية من عدة مدارس وتقنيات مختلفة؛ يُطلق على هؤلاء الممارسين في بعض الأحيان اسم المعالجين النفسيين الانتقائيين ويهتمون بشكل أساسي بالعلاجات الناجحة. بالمقابل، يعتبر معالجون آخرون أنفسهم أكثر تركيزًا في الجانب النظري فيمازجون نظرياتهم، يُطلق عليهم اسم المعالجون النفسيون التكامليون ولا يهتمون فقط بما ينجح، وإنما بأسباب نجاحه أيضًا (نوركروس، 2005، الصفحة 8). 
فمثلًا قد يواجه المعالج الانتقائي تحسنًا عند عملائه بعد تطبيق تقنية معينة فيكون راضيًا عن النتيجة الإيجابية. في المقابل، يتعامل المعالج التكاملي مع فضوله «لماذا وكيف» حدث التحسن. التركيز النظري مهم: فمثلًا، ربما حاول العميل فقط إرضاء المعالج، وكان في الواقع يتأقلم مع المعالج بدلاً من أن يتحسن بالفعل.

## طرق الدمج المختلفة
تميز الطبعة الأحدث من كتيب تكامل العلاج النفسي (نوركروس وغولدفريد 2005) أربعة طرق (نواحٍ) عامة للتكامل: العوامل المشتركة والانتقائية التقنية والتكامل النظري والتكامل الاستيعابي (نوركروس، 2005).

### العوامل المشتركة
يُطلق على المنحى الأول للتكامل «العوامل المشتركة» و«يسعى إلى تحديد المكونات الجوهرية التي تشترك بها العلاجات المختلفة» (نوركروس، 2005، الصفحة 9). ميزة نهج العوامل المشتركة هي التركيز على الإجراءات العلاجية التي أثبتت فعاليتها. وعيبه أنه قد يغفل تقنيات محددة طُورت ضمن نظريات معينة. وُصفت العوامل المشتركة من قبل جيروم فرانك (فرانك وفرانك، 1991)، وبروس وامبولد (وامبولد وإميل، 2015)، وميلر، ودانكان وهابل (2005). تؤكد نظرية العوامل المشتركة على أن العوامل المشتركة بين معظم العلاجات النفسية هي التي تجعل أي علاج نفسي ناجحًا.
يتفق بعض علماء النفس على الاستنتاج القائل إن من الممكن دمج مجموعة واسعة من العلاجات النفسية المختلفة من خلال قدرتها المشتركة على تحريض الآلية العصبية الحيوية لإعادة توحيد الذاكرة بطريقة تؤدي إلى التفكيك.

### الانتقائية التقنية
الطريق الثاني للتكامل هو الانتقائية التقنية التي صممت «لتحسين قدرتنا على انتقاء أفضل علاج للشخص وللمشكلة... تسترشد بشكل أساسي بالبيانات حول العلاجات التي نجحت مع أشخاص آخرين في الماضي» (نوركروس، 2005، الصفحة 8). تكمن ميزة الانتقائية التقنية في أنها تشجع على استخدام استراتيجيات متنوعة فلا تعوقها الاختلافات النظرية. عيبها هو عدم وجود إطار مفاهيمي واضح يصف كيف يمكن للتقنيات المستمدة من نظريات مختلفة أن تتلاءم معًا. النموذج الأكثر شهرة للعلاج النفسي الانتقائي هو العلاج متعدد الوسائل لأرنولد لازاروس (2005). نموذج آخر للانتقائية التقنية هو لاري إي. بوتلر وزملاؤه (بوتلر وكونسولي ولين 2005). 

### التكامل النظري
الطريق الثالث للتكامل في الأدبيات هو التكامل النظري الذي «يدمج اثنين أو أكثر من العلاجات على أمل أن تكون النتيجة أفضل من استخدام أحد العلاجات المكونة وحده» (نوركروس، 2005، ص 8). تركز بعض نماذج التكامل النظري على الجمع بين عدد قليل من النظريات وتركيبها على مستوى عميق، بينما تصف نماذج أخرى العلاقة بين عدة أنظمة للعلاج النفسي. أحد الأمثلة البارزة على التركيب النظري هو نموذج بول ووتشيل في الديناميكية النفسية الدورية التي تدمج الديناميكية النفسية والسلوكية ونظريات العائلة (ووتشيل وكروك وماكيني 2005). مثال آخر على التركيب هو نموذج أنتوني رايل في العلاج التحليلي المعرفي، الذي يدمج الأفكار من نظرية العلاقات بالشيء في التحليل النفسي والعلاج النفسي المعرفي (رايل، 2005). نموذج آخر للتكامل النظري يسمى بشكل خاص العلاج النفسي التكاملي (فورمان 2010؛ زيتلر وإنجيرسول، 2010). النموذج الأبرز الذي يصف العلاقة بين الكثير من النظريات المختلفة هو نموذج نظرية التغيير (بروتشاسكا وديكليمنت 2005).

### التكامل الاستيعابي
التكامل الاستيعابي هو المنحى الرابع ويفيد بأن معظم المعالجين النفسيين ينتقون اتجاهًا نظريًا يكون بمثابة الأساس، ومع الخبرة، يدرجون أفكارًا واستراتيجياتٍ من مصادر أخرى في ممارساتهم. «يفضل نمط الاندماج هذا قاعدة ثابتة في نظام علاجي نفسي واحد، مع الاستعداد لدمج أو استيعاب، منظورات أو ممارسات من مدارس أخرى بطريقة مدروسة» (ميسر، 1992، الصفحة 151). قد يفضل بعض المستشارين نظرية أساسية آمنة في البداية، ليبدؤوا بعدها الاستكشاف التكاملي. وصفت النماذج الرسمية للتكامل الاستيعابي على أساس الديناميكية النفسية (فرانك 1999 ستريكر وغولد 2005) وعلى أساس العلاج السلوكي المعرفي (كاستونغواي ونيومان وبوركوفيك وهولتفورث ومارامبا 2005).
أشار غوفرين (2015) إلى شكل من أشكال التكامل، أطلق عليه «التكامل بالتحويل»، إذ يستورد المنظِّرون إلى نظامهم الخاص في العلاج النفسي مفهومًا أجنبيًا، لكنهم يعطون المفهوم معنى جديدًا يسمح لهم بادعاء أن ذلك المفهوم المستورد حديثًا جزءٌ تكاملي من نظامهم الأصلي في العلاج النفسي، وإن غيّر المفهوم المستورد النظام الأصلي بشكل كبير. أعطى غوفرين عن ذلك مثالين: تركيز هاينز كوهوت الجديد على التعاطف في التحليل النفسي في سبعينيات القرن العشرين والتأكيد الجديد على العقلانية والقبول في «الموجة الثالثة» في العلاج السلوكي المعرفي في تسعينيات القرن العشرين وحتى 2010.

### نماذج أخرى تجمع بين الطرق
بالإضافة إلى الأساليب الراسخة التي تتلاءم مع النواحي الخمس المذكورة، هناك نماذج أحدث تجمع بين جوانب تلك الطرق التقليدية.
يشجع نموذج كلارا إي. هيل (2014) ذو المراحل الثلاث للمهارات المساعدة المستشارين على استخدام المهارات من النظريات المختلفة في المراحل المختلفة من المساعدة. يمكن اعتبار نموذج هيل مزيجًا من التكامل النظري والانتقائية التقنية. المرحلة الأولى هي مرحلة الاستكشاف. تعتمد على العلاج الذي يركز على العميل. تسمى المرحلة الثانية الاستبصار. تستند التدخلات المستخدمة في هذه المرحلة إلى العلاج النفسي التحليلي. المرحلة الأخيرة، مرحلة الفعل، تعتمد على العلاج السلوكي.
وصف (غود وبيتمان 2005) نهجًا تكامليًا يسلط الضوء على المكونات الأساسية للعلاج الفعال والتقنيات المحددة المصممة لاستهداف المجالات الخاصة التي تهم العملاء. يمكن وصف هذا النهج بأنه تكامل بين العوامل المشتركة والانتقائية التقنية.
يعد العلاج النفسي متعدد النظريات (بروكس وهاريس 2008) نموذجًا تكامليًا يجمع بين عناصر الانتقائية التقنية والتكامل النظري. يشجَع المعالجون على اتخاذ خيارات تتعمد الجمع بين النظريات واستراتيجيات التدخل.
يستند النهج المسمى العلاج النفسي التكاملي (فورمان، 2010؛ زيتلر وإنجيرسول، 2010) إلى عمل عالم النفس النظري والفيلسوف كين ويلبر (2000)، الذي يدمج الرؤى الموجودة في التقاليد التأملية والتفكّرية. النظرية التكاملية هي نظرية تلوية تدرك أن الواقع ينظم في أربعة منظورات رئيسية: ذاتية وبين ذواتية وموضوعية وبين موضوعاتية. عادة ما تبني مختلف العلاجات النفسية أساسها في واحدة من هذه المنظورات الأساسية الأربعة، وتحدّ من المنظورات الأخرى. يشمل العلاج النفسي التكاملي المنظورات الأربعة. فمثلًا، قد يتضمن التكامل العلاجي النفسي باستخدام هذا النموذج مناهج ذاتية (إدراكية، وجودية)، مناهج بين ذواتية (بين الأشخاص، العلاقات بالأشياء، العلاقات متعددة الثقافات)، مناهج موضوعية (السلوكية، الأدوية)، ومناهج بين موضوعاتية (علم النظم). من خلال فهم أن هذه المنظورات الأساسية الأربعة جميعها تحدث معًا، يمكن اعتبارها جميعها ضرورية لرؤية شاملة لحياة العميل. 